# Sandro Zanetti
Sandro Reno Zanetti, detto Seco (Monte Carlo, 20 gennaio 1976), è un allenatore di calcio a 5 ed ex giocatore di calcio a 5 brasiliano naturalizzato italiano.

## Carriera
Zanetti è tra i pochi atleti ad aver rappresentato due nazionali nelle competizioni ufficiali: con il Brasile ha disputato la vittoriosa Taça América 1998 mentre con l'Italia ha giocato due Coppe del Mondo e altrettanti campionati europei.

## Palmarès
- Campionato brasiliano: 2

Ulbra: 1998
Vasco da Gama: 2000
- Coppa del Brasile: 1

Vasco da Gama: 2000
- Coppa Italia: 1

Lazio: 2010-2011